# Begonia semiovata
Espèce
Synonymes
- Begonia flexuosa A.DC.[1]
- Begonia guyanensis A.DC.[1]
- Begonia humilis var. glabrata Seem.[1]
- Begonia rosea A.DC.[1]
- Begonia spruceana A.DC.[1]

Begonia semiovata est une espèce de plantes de la famille des Begoniaceae. Ce bégonia est originaire d'Amérique du Sud. L'espèce fait partie de la section Doratometra. Elle a été décrite en 1852 par le botaniste danois Frederik Michael Liebmann (1813-1856). L'épithète spécifique semiovata signifie « semi-ovale ».

## Répartition géographique
Cette espèce est originaire des pays suivants : Brésil ; Colombie ; Costa Rica ; Équateur ; Guyane ; Guyana ; Honduras ; Nicaragua ; Panama ; Pérou ; Suriname ; Venezuela.